# Генріх Барт
Генріх Барт (16 лютого 1821 — 25 листопада 1865) — німецький науковець, історик, географ, мандрівник, який поклав початок класичному періоду дослідження Сахари та Судану.

## Біографія
Народився у Гамбурзі. Його батько був заможним комерсантом. Тому Генріх навчався у найкращій приватній школі — привілейованому навчальному закладі Йоганнеум. Барт мав суттєві успіхи з гуманітарних наук, особливо із знання мов. За декілька місяців до закінчення школи Генріх відправився до Берлінського університету. Його бажанням було вивчати археологію та філологію. Тут зустрівся із відомим на той час географом Карлом Ріттером. У 1844 році Барт закінчив університет та вирішив присвятити себе дослідженню пам'яток Середземномор'я. Він вивчав старожитності в Алжирі, Тунісі, Лівії. Після цього попрямував до Александрії та Каїру. Звідти по Нілу до Асуана, пройшов через пустелю до Червоного моря. Після цього повернувся до Каїру. Після Каїру шлях його мандрівки пройшов через Синайський півострів, Газу, Дамаск, Баальбек, Бейрут, Кіпр, Лікію, Памфілію, Родос, Смірну, Лідію, Стамбул та Афіни. У 1848 році Барт повернувся у Берлін. Отримані матеріали допомогли йому стати приват-доцентом при Берлінському університет. У 1865 році він задумав здійснити мандрівки для дослідження Малої Азії й Балкан. Відправився у подорож Туреччиною, Македонією, Чорногорією та Албанією, де 25 листопада 1865 року помер від невідомої хвороби.

## Перша подорож
Після другого семестру університету Барт відправився у подорож Італією, а у 1842 році відвідав Швейцарію. Це були не зовсім дослідницькі мандрівки. Барт більше часу проводив у бібліотеках.

## Друга подорож
У 1844 році закінчив університет та вирішив присвятити себе дослідженню пам'яток Середземномор'я. Він вивчав старожитності в Алжирі, Тунісі, Лівії. Після цього попрямував до Александрії та Каїру. Звідти Нілом до Асуана, пройшов через пустелю до Червоного моря. Після цього повернувся до Каїру. Після Каїру шлях його мандрівки пройшов через Синайський півострів, Газу, Дамаск, Баальбек, Бейрут, Кіпр, Лікію, Памфілію, Родос, Смірну, Лідію, Стамбул та Афіни. У 1848 році Барт повернувся у Берлін. Отримані матеріали дозволи йому стати приват-доцентом при Берлінському університеті.

## Дослідження Сахари та Судану
Англійський уряд вирішив розширити свій вплив на внутрішні райони Африки. Для цього була створена змішана науково-торговельна експедиція. Головою її став англієць Д. Ричардсон. До складу експедиції також запросили й Барта.
Наприкінці 1849 року експедиція вирушила у Триполі. Звідти шлях її пройшов через оази Мурзук, Гат й Агадес, через пустелю. Барт у складі експедиції побував у недослідженій на той час країні туарегів — Аїрі (Азбене). Після цього мандрівники досягли річки Сокото, разом із караванами з Теллюста прийшли на південь до країни Борну. У її північній частині експедиції розділилася на два загони, які повинні були зустрітися в столиці країни — Кукаве (Куке).
Ричардсон попрямував напрямки й помер в дорозі. Барт через Кано потрапив у країну Сокото. На початку 1851 року він прибув до Кукаву, де зустрів ще одного учасника експедиції Адольфа Офервега, який прийшов сюди через Зіндер. Вони вирішили продовжувати подорож. Офервег спрямував свій шлях до озера Чад, а Барт відправився на південь — в країну Адамауа, де відкрив річку Бенуе та відвідав місто Йола.
У Кукаві Барт й Офервег знову зустрілися через деякий час. Вони разом дослідили країну Канем, яка розташовувалася на північному сході озера Чад. Потім у 1851—1852 роках разом із військом Борну пройшли у країну племен музгу на південь від озера Чад. Після цього відбувся похід Барта до країни Багирмі, де він дістався річки Барі. Повернувшись до Кукави, мандрівник попрямував до озера Чад, де на нього чекав Офенвег. Тут Адольф Офенвег помер від хвороби, яка перебігала з гарячкою. Барт продовжив мандрівки одноосібно.
Він вирішив дістатися міста Тімбукту. Тут провів 7 місяців, перехворівши на дизентерію та якусь хворобу з гарячкою. Місцеві жителі знали його під ім'ям Абд-ель Керим. Разом з тим Барт зумів зібрати цінний етнологічний, історичний та лінгвістичний матеріал. Тоді в Лондоні довідалися про смерть Ричардсона та Офервега, тому вирішили, що Барт теж загинув. В Африку було направлено нову експедицію на чолі із Едуардом Фогелєм. Фогель й зустрів Барта на шляху до Тімбукту. Тоді Барт вирішив повернутися. При цьому ще раз пройшов скрізь Сахару з Кукави до Триполі й завершив експедицію 27 серпня 1855 року.

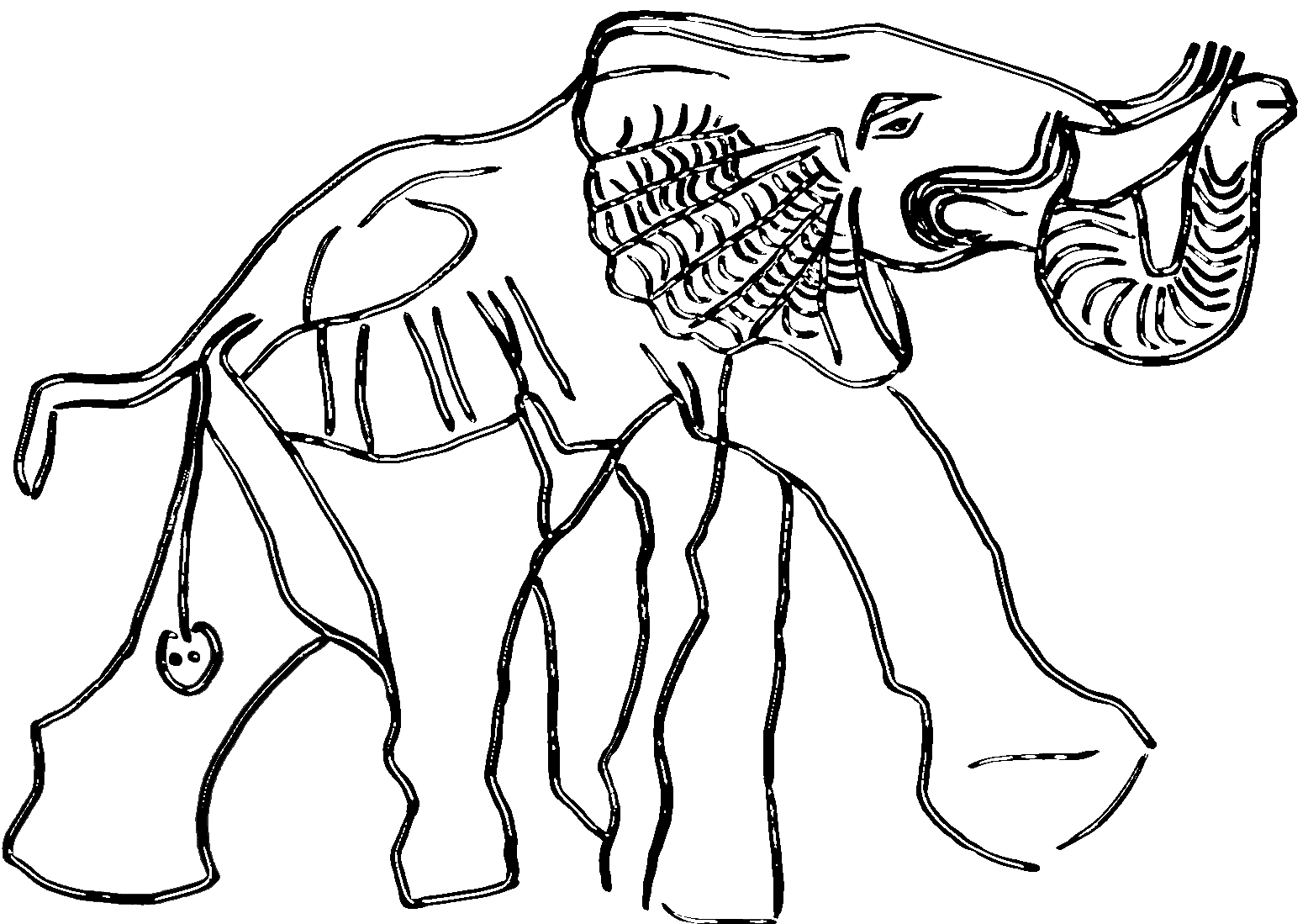
Слон із фресок Тассілі

Завдяки подорожі Барта на карту було нанесено 20 тисяч кілометрів шляхів по важкодоступним африканським землям, стали відомі величезні території Сахари та Судану між 24° з півночі на південь та на 20° із сходу на захід. Світ довідався про фрески Тассілі — малюнки стародавніх людей Сахари, які Барт відкрив перебуваючи в районі оази Гата. Було доведено, що Сахара складається із рівнин різного характеру (піщаних, кам'янистих, покритих гравієм), а також високих зруйнованих гір та оаз.
Барт створив нариси племен Сахари, зазначив їхнє географічне розміщення, мови, історію. Все це він доповів у Географічному товаристві, після чого Александр Гумбольдт заявив: «Ви відкрили нам цілу частини світу!» Але місця для Генріха Барта у Берлінському університеті не знайшлося. Він перебрався до Лондона, де працював консультантом з питань Африки.

## Остання подорож
У 1865 році Барт задумав здійснити мандрівки для дослідження Малої Азії й Балкан. Він відправився у подорож по Туреччині, Македонії, Чорногорії та Албанії, де 25 листопада помер від невідомої хвороби.

## Праці Г.Барта
- Мандрівки та відкриття у Північній та Центральній Африці". 1855—1888 роки
- Збір та обробка центральноафриканських словників. 1862—1866 роки.